# Clyth
Clyth is een dorp in de Schotse lieutenancy Caithness in het raadsgebied Highland ongeveer 15 kilometer ten zuiden van Wick en ongeveer 5 kilometer ten zuidoosten van Lybster